# 외음부

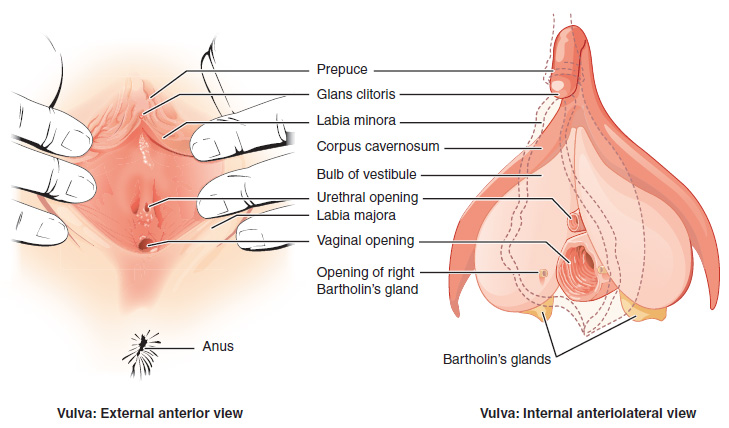
여성의 음문

음문(陰門, vulva) 또는 외음은 여성의 생식기 중 외부에서 보이는 바깥 생식기관이다. 성별과 상관없이 쓰이는 외음부(外陰部)로 잘못 부르기도 하나, 외음부는 바깥 생식 기관의 동의어로, 생식 기관 가운데 몸 밖으로 드러난 부분인, 남성의 음경 및 음낭, 여성의 대음순, 소음순, 음핵, 질, 처녀막을 일컫는 말이다. 평상시의 갈라진 듯한 부분을 음부 틈새(음렬)라고 한다. 대음순, 소음순, 음핵, 질구, 요도구 등이 모여있으며, 평소는 배뇨와 월경, 성행위를 위한 부분이다. 자연분만의 경우 외음부의 질구를 통해 아기가 나오게 된다. 외음부에는 많은 해부학적 기능이 있고, 이는 주로 임신 기간에 발달한다. 사춘기를 지나면 2차 성장의 특징 중 하나로 주위에 음모가 자란다.‍‍

## 개요
남성과 여성의 성기는 배아 단계에서 거의 같은 조직으로 발달하고, 외음부 부분은 차이가 없다. 해부학적으로 이러한 기관은 상동성이 있는 것으로 보인다. 음핵은 남성의 귀두에, 음핵체는 음경에, 음핵해면체는 해면체에, 대음순·소음순·음핵 포피는 각각 음낭·음경 피부·포피에 상동 관계가 있다. 바르톨린선은 전립샘과 상동 관계이며, 스킨샘은 쿠퍼액을 만드는 남성의 쿠퍼샘과 상동 관계이다. 반면에 남성이 가진 울프관의 경우 태아가 여자일 때 고환이 없으므로 남성 호르몬인 테스토스테론이 나오지 않아 퇴화하여 나팔관이 남성의 고환처럼 외부 생식기로 발생되지 않는다. 나팔관은 남성과 달리 뮐러관의 형성을 막는 항뮐러관 호르몬(AMH, Anti-Müllerian hormone)이 분비되지 않아 뮐러관에는 질의 상부부터 자궁경부, 자궁과 함께 형성된다. 테스토스테론과 항뮐러관 호르몬의 결핍이 남성 생식기 특성을 억제한다면, 여성 배아에서 발생하는 단백질인 COUP-TFII는 배아의 고환을 제거한다.

## 같이 보기
- 생식선
- 오르가슴
- 질
- 음경
- 여성의 생식 기관
- 남성의 생식 기관